# Walter Bau (Lehrer)
Walter Theodor Bau (* 29. Januar 1888 in Kleinwelka; † 9. Juni 1967 in Königsfeld im Schwarzwald) war ein deutscher Lehrer, Geologe, Paläontologe und Zoologe.

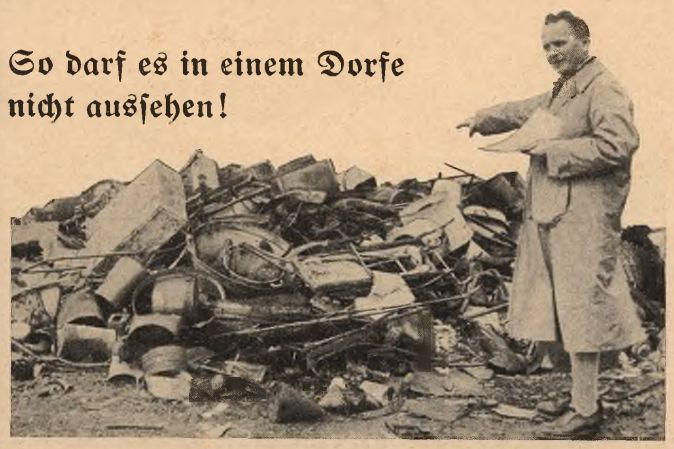
Walter Bau, der Kreisbeauftragte für Naturschutz im Landkreis Cosel 1938.

## Werdegang
Bau kam als ältestes von sechs Kindern der Eheleute Johannes und Pauline Bau, geb. van Calker, zur Welt. Die Eltern leiteten die Mädchenanstalt in Kleinwelka. Später war sein Vater in der Missionsdirektion in Herrnhut tätig. Die Weltoffenheit der Herrnhuter war prägend für sein Leben.
Er besuchte das Lehrerseminar in Niesky, wo er im Februar 1908 die erste Lehrerprüfung ablegte. Dann unterrichtete er am Knabeninstitut in Neuwied. Nach Auflösung der Schule kehrte er 1913 nach Niesky zurück, wo er am Pädagogium lehrte und im Juli 1914 die zweite Lehrerprüfung absolvierte. Kurz darauf übernahm er die Leitung der Ortsschule in der Herrnhutersiedlung Gnadenfeld. Während des Ersten Weltkriegs diente er zwischen 1915 und 1918 als Soldat. 1919 heiratete er die aus der Lüneburger Heide stammende Pfarrerstochter Margarete Rieke. Aus der Ehe gingen zwei Söhne hervor, die 1944 im Zweiten Weltkrieg fielen.
Neben seiner Lehrertätigkeit verfasste Bau zahlreiche Schriften zur Heimatgeschichte sowie zu Geologie, Paläontologie und zur Tierwelt Oberschlesiens. Er galt als eines der aktivsten Mitglieder der Geologischen Vereinigung Oberschlesiens. Anlässlich der Übernahme des Naturschutzgebietes „Höhe 285,5 (Pontischer Hügel)“ durch die Stadt Katscher hielt Bau 1932 neben Gustav Eisenreich und Richard Keilholz einen der Eröffnungsvorträge und sprach über die Beziehungen von Gnadenfeld zu dem Gelände. Zur NS-Zeit war Walter Bau als ehrenamtlicher Kreisbeauftragter für Naturschutz des Landkreises Cosel tätig.
Nach Ende des Zweiten Weltkrieges wurde die evangelische Bevölkerung von Gnadenfeld vertrieben. Bau verließ den Ort als letzter Zivilist zu Fuß. Mit seiner Frau verbrachte er zunächst mehrere Monate in einem Lager in Eger. Ende 1945 kam das Paar nach Königsfeld im Schwarzwald. Dort nahm er seine Tätigkeit als Lehrer wieder auf und war im Gemeinderat, in der Volksbücherei und im Ältestenrat aktiv. Nach Ende seiner beruflichen Laufbahn wurde er als Hauptlehrer pensioniert.
Daneben war er auch in seiner neuen Heimat als Forscher zur erdgeschichtlichen Entwicklung tätig. Er sammelte Kleinsäugerknochen aus Gewöllen und insbesondere Conchylien, die er dem Städtischen Museum für Naturkunde in Freiburg überließ. Das Staatliche Museum für Naturkunde in Stuttgart berief ihn zum Fachmitglied seiner Förderergesellschaft.

## Ehrungen
- Dezember 1951: Verdienstkreuz am Bande der Bundesrepublik Deutschland

## Schriften
- Gnadenfeld. Gedenkblätter zur 150 Jahrfeier der Ortsgründung; Gleichzeitig ein Beitrag zum Wirken der Herrnhuter in Oberschlesien, Verlag Der Oberschlesier, Oppeln 1932
- Die geologische Sammlung der Gnadenfelder Heimatstube, In: Jahresbericht der Geologischen Vereinigung Oberschlesiens, II. S. 62–65, Gleiwitz 1932
- Was die Sandgrube erzählt, Dreiteiliger Aufsatz, In: Coseler Heimatkalender 1936, S. 124 ff.; 1938 S. 96 ff.; 1939 S. 126-128
- Kleinsäuger in Oberschlesien, In: Der Oberschlesier, Jg. 17, Heft 9, 1935, S. 529–532
- Die erdgeschichtliche Entwicklung des Raumes um Kostenthal, In: Der Oberschlesier, 19. S. 545–548, Oppeln 1937
- Eine interglaziale Molluskenfauna in eiszeitlichen Sanden bei Gnadenfeld, In: Jahresbericht der Geologischen Vereinigung Oberschlesiens, I. S. 11–24, Gleiwitz 1938
- Was geht mich der Naturschutz an? In: Coseler Heimatkalender. 1939, S. 54–58
- Zur Kenntnis der oberschlesischen Lößschneckenfauna, In: Jahresbericht der Geologischen Vereinigung Oberschlesiens, S. 39–43, Gleiwitz 1940
- Ein neuer Fund in den Gnadenfelder Valvatensanden. In: , In: Jahresbericht der Geologischen Vereinigung Oberschlesiens, S. 43, Gleiwitz 1940
- Die Heimatstube in Gnadenfeld. In: Coseler Heimatkalender, 1942, S. 92